# Shaibu Amodu
Shaibu Amodu (* 18. April 1958 in Edo; † 11. Juni 2016) war ein nigerianischer Fußballtrainer. Seit April 2008 trainierte er die Nigerianische Fußballnationalmannschaft, bis er im Februar 2010 durch Lars Lagerbäck ersetzt wurde, obwohl er mit Nigeria die Qualifikation zur Fußball-Weltmeisterschaft 2010 sowie den dritten Platz beim Afrika-Cup erreicht hatte.
Amodu war zuvor bereits mehrmals Trainer der Nigerianer, zuletzt 2002. Weitere Stationen seiner Karriere waren Shooting Stars FC, BCC Lions, Orlando Pirates und Sharks FC. Am 16. Oktober 2014 wurde Amodu zum fünften Mal als Nationaltrainer der Nigerianischen Super Eagles ernannt.